# アラン・ズッター
アラン・ズッター（Alain Sutter, 1968年1月22日 -）は、スイスの元サッカー選手。選手時代のポジションはミッドフィールダー（左サイドハーフ）。

## 経歴
1985年、グラスホッパー・チューリッヒと契約を結びプロサッカー選手としてのキャリアを開始した。1987年、BSCヤングボーイズへのレンタル移籍し、1年後の1988年にグラスホッパーへ復帰すると2度のスイスリーグ優勝（1989-90、1990-91）、2度のスイス・カップ優勝（1988-89、1989-90）、に貢献した。
1993年、ドイツブンデスリーガの1.FCニュルンベルクへ移籍。同年8月6日のハンブルガーSV戦でデビューし、同年10月22日のVfBライプツィヒ戦で初得点を決めた（試合は5-0でニュルンベルクの勝利）。自身はニュルンベルクで実力を発揮し評価を高めたが、チームは1993-94シーズンのリーグ戦で18チーム中16位となり2部リーグへ降格した。
1994年、強豪のバイエルン・ミュンヘンへ移籍。ジョバンニ・トラパットーニ監督の下で加入初年度の1994-95シーズンには出場機会を得ることに成功しUEFAチャンピオンズリーグにも出場を果たしたが、2年目の1995-96シーズンには構想外となり、1995年10月にブンデスリーガ1部のSCフライブルクへ移籍した。ズッターはストライカーのハリー・デヘイフェルらと共にフライブルクの1部残留に貢献したが、1997年4月12日のボルシア・メンヒェングラートバッハ戦を最後に退団。選手キャリアの晩年はアメリカ合衆国のダラス・バーンでプレーを続けた。
スイス代表としては、1986年10月9日に行われたデンマーク代表戦でデビュー。ステファヌ・シャピュイサ、チリアコ・スフォルツァらと共に1994 FIFAワールドカップに出場し、グループリーグ第2戦のルーマニア戦での得点はキャリアの集大成となった（試合は4-1のスコアでスイスの勝利）。
その後、1995年11月15日に行われたイングランド代表戦が最後の代表出場となり、1996年に行われたUEFA EURO '96への出場は逃した。代表での通算成績は国際Aマッチ68試合出場5得点。
引退後は、サッカー解説者として活動している。

## 人物
選手時代はブロンドの長髪が特徴的な選手であった。
1995年9月5日にフランス大統領のジャック・シラクの指示によりムルロア環礁で核実験が行われたことに抗議して、スイス代表の試合の際に「ストップ・イット・シラク」と記された横断幕を掲げるパフォーマンスを行った。